# Крепость «Черепаха»
Крепость «Черепаха» (редут «Черепашка»; крепостца «Черепахинская»)  — фортификационное сооружение Русского государства, сооружённое на берегу Азовского моря в районе деревни Николаевка. Представляла собой трёхбастионную крепость, являвшуюся элементом Петровского ретраншемента, то есть второй линии обороны со стороны суши, построенной близ Троицкой крепости в 1702 году по распоряжению Петра Великого. Если смотреть сверху, то по форме она напоминает черепаху, именно поэтому она и получила своё название.

## История
Трёхбастионная крепость «Черепаха» была выстроена на берегу Азовского моря, как часть Петровского ретраншемента, пересекавшего самую узкую часть Миусского полуострова, в том месте, где балка Большая Черепаха подходит к морю.